# インナ・マトベエワ
インナ・マトベエワ（Inna Matveyeva, 1978年10月12日 - ）は、カザフスタンのリッデル出身。女子バレーボール選手。ポジションはウイングスパイカー。カザフスタン代表。

## 来歴
カザフスタン代表として活動するライトプレーヤー。変則的なフォームでブロックのしづらいスパイクを打ち、ブロックアウトも得意とするチームのポイントゲッターである。2005アジア選手権で日本を破り銀メダルを獲得した。2008年北京オリンピックのバレーボール競技・世界最終予選では出産後でコンディションが万全ではない中でチームの危機に奮闘し大会中盤からレギュラーで出場し北京オリンピックの出場権獲得に貢献した。
2010年の世界選手権に出場、同年のアジア大会で銅メダルを獲得した。

## 球歴
- 2005年 アジア選手権（2位）
- 2006年 世界選手権（17位）
- 2008年 北京オリンピック（9位）
- 2010年 世界選手権（21位）
- 2010年 アジア大会（3位）
- 2013年 ワールドグランプリ（17位）

## 所属クラブ
- Rahat
- 二リュフェル･ベレディイェ（2008-2009年）
- Samorodok Chabarowsk（2009-2010年）
- Entente Sportive Le Cannet-Rocheville（2010-）